# Radiocast
Radiocast was de naam voor een internetportaal waarop podcasts en streams van radio-programma's van de Nederlandse publieke omroepen worden aangeboden. De diensten van Radiocast worden nu aangeboden via de website van de NPO. Het bood bezoekers de mogelijkheid om eerder uitgezonden radio-programma's als stream terug te luisteren, te downloaden en om zich te abonneren op de podcast van het programma. Radiocast is tegenwoordig niet meer beschikbaar.

## Zenderoverzicht
Radiocast bood tevens een overzicht van alle digitale radiokanalen die de NPO aanbiedt. Het was daarmee ook van Nederland 24 de radiovariant. Deze zenders waren:
- 3VOOR12 (8 kanalen)
- AVRO Klassiek (5 kanalen)
- BNN.FM
- Concertzender.nl (2 kanalen)
- Ministry of beats
- NCRV Classic IP
- NPS Output
- OngekendTalent (2 kanalen)
- Ronduit webradio
- RVU /// 24
- Sterren.nl (2 kanalen)

Ook de overige publieke radiozenders, waaronder de digitale DAB-kanalen, waren via radiocast te beluisteren.